# 散華 (高橋和巳)
『散華』（さんげ）は、高橋和巳の短編小説。1963年（昭和38年）8月、『文藝』に発表され、1967年（昭和42年）7月に河出書房より刊行された短編集『散華』に収録された。同短編集の文庫版は、新潮文庫より刊行されていた。
大東亜戦争中に死の哲学「散華の思想」を唱え、今は孤島で隠棲する元右翼思想家の老人と、島の買収交渉のために老人を訪ねた「回天」特攻隊員の生き残りである電力会社社員との葛藤と親和を通し、戦時中の「散華の思想」を捉え直した作品である。
1964年（昭和39年）7月には、TBS系列の「近鉄金曜劇場」にて、生田直親脚色・大山勝美演出で単発テレビドラマ化された。さらに、1970年（昭和45年）6月には、宮本研脚色・多田利弘演出にて、NHK-FM放送でラジオドラマ化された。

## あらすじ
物語の時間軸は、1963年（昭和38年）の夏を挟む4ヶ月間である。
電力会社の補償課長補佐である大家次郎は、四国と本州とを結ぶ高圧海上架線建設のための、用地買収に奔走していた。そして買収交渉のため、淡路島と四国の間にある鳴門海峡の外れにある孤島へと、一人で赴くこととなった。
その島には、かつて右翼思想家として名を馳せた中津清人という老人が、ひっそりと隠遁生活を送っていた。中津には戦時中、特攻攻撃の精神的支柱となる、「個の自覚的消滅による民族の再生」を説く『散華の精神』という書物を著して、多くの青年の「散華」を鼓舞したという過去があった。自らの思想が敗戦によって無価値となってのち、中津は一切の社会的関係を絶ち、孤島に隠棲していたのだった。
かつて戦争末期、人間魚雷「回天」特攻隊員として死を覚悟した過去を持つ大家は、中津に興味を抱くようになる。そして、友人の研究者から中津の著書『人間維新論』を借りて読み、意外な力をその理論に感じ取った。中津に対して愛憎半ばする感情を感じるようになった大家は、用地買収の用件をなかなか切り出せずにいた。そして中津のほうも、大家の度重なる来島を、右翼団体の使者、あるいは自身に興味を抱いてのことと思い、奇妙な好意を示すようになる。
しかしある日、遂に大家から本来の目的を聞き、中津は激怒した。大家が特攻隊の生き残りであることを聞いていた中津は、その真摯な指弾に耐えようと覚悟していたが、大家の目的が世俗的な目的であったことを知り、裏切られたと感じたのだった。立ち退きを勧告された中津は、日本刀を持って大家の前に立ちはだかる。小屋の隅に追い詰められた大家は激怒し、中津に鉄瓶を投げつけた。中津は顔の半分を熱湯で爛れさせ、号泣しながら畑の中を転げ回る。日本刀は水槽の中に浸かっており、初めから大家を斬る気などはなかったのだった。この一件後、大家は総務部へ転じ、この問題からは離れる。
冬になって高圧線の計画が具体化し、測量班が鳴門海峡の孤島に上陸したとき、崩壊寸前の小屋から、半ばミイラ化した老人の死体が発見される。死体の腹部には、軽く刀剣が突き刺さっていた。新聞はセンセーショナルにこの出来事を書き立て、残されていた老人の日記を紙面に掲載した。
この際、自分のところへ取材へやってきた友人の新聞記者に対し、大家は何も知らないと言い通す。もう島の問題から離れた大家にとって、「老人が何を考え、何を苦しんだとしても、それはもう大家には関係のないことだった」のだった。新聞が、筆者は失語症だったのだろうと決めつけた、中津の日記の最後の1週間の記述は、次のようなものだった。

## 登場人物
- 大家 次郎 - 電力会社の辣腕の補償課員。現実生活を優先し、科学思想を信頼する、今日的なリベラリスト[22]。敗戦直前に奄美基地の回天特攻隊員となり、敗戦のために出撃せず生き残った過去を持つ[23]。戦後、日本の敗北が明らかとなってから満洲国へ押し寄せたソビエト連邦への憤りからソ連について研究するも、そのために却って左傾した[24]。現在では戦後の平和と秩序の中で怒りを風化させ、企業内エリートとなっている[25]。
- 中津 清人 - 淡路島近くの孤島で1匹の三毛猫と暮らす、人嫌いの老人。若い頃は社会主義的傾向を持つ支那浪人だったが、戦時中は汎アジア主義に転じ、武士道の伝統を引く死の哲学「散華の精神」を説くようになった[26]。敗戦後は日本の「亡国」と共に自らも滅びたとして、社会との繋がりを絶ち、孤島に隠棲した[4]。島では何かを祈願しつつ、多数の仏像を彫っている[27]。モデルは北一輝ではないかと推測されている[28][4]。
- 小林 利男 - 大家の友人の研究者[29]。予科練帰りの過去を持ち[30]、中津の思想を説明しつつ、大家自身の矛盾を問い詰める[31]。
- 野呂 和義 - 大家の友人の新聞社員。大家に依頼されて中津の調査を行い[2]、中津の死後は新聞記事として取り上げた[18]。

## 発表経過
1963年（昭和38年）8月、『文藝』に発表された。そののち、1967年（昭和42年）7月に河出書房より刊行された短編集『散華』に収録された。
本作の意図について、高橋は『東京新聞』1963年8月17日・18日に掲載された埴谷雄高との往復書簡『散華の世代』において、次のように述べている。

## 評価・分析
宮本一宏は、本作を読了後に「生成流転のある種の虚しさ〈ママ〉」に襲われたとし、特にそれは「主人公大家次郎の、刺客的行為に似た口を拭う心理叙述と、老人中津清人の末期の日記」に最も強く感じられる、としている。宮本はこの、中津との格闘後、もう孤島の件からは離れ、自分にはもう関係のないこととして切り捨てる大家と、中津の最後の日記との対照にも現れているように、「作品「散華」の葛藤的な破局は、過去のナショナリスト中津老人の屈辱感と、今日的なリベラリスト大家青年のエゴイズムとが、巧みに絡みあわされているところにある」と述べている。そして、「言わば中津老人は、大家青年が現われたことによって、その自尊心を危うくされ、遂には暴力抗争によっても敗れ去り、産業発展の波浪のもとに自らの生を絶つという、孤独な終末を演じている。（中略）……電力輸送、開発のための犠牲となって、現実に順応できるに敗れていく姿は、まさに〈散華〉を象徴しているようにさえ映る」と述べている。
杉浦明平は、本作について、同じく「民族の魔と、それと戦争とのかかわりあいの問題」を扱った長編『堕落』と共に、「どちらも主題の重大さに比してページ数が十二分に足りているとはいえない」と指摘している。杉浦は、以前の長編『邪宗門』と同様、本作は日本の風土に絶えず再生産される「もののけ」を模索したものであるとしつつ、大家と向かい合っている中津清人は既に「もののけ」の化石に過ぎず、大家の内部のみならず中津の中でも既に「散華」は風化してしまっている以上、中津が「散華の精神」で述べている深い思想は、必ずしも十二分の展開を果たしたとはいえない、と批判している。
磯田光一は、本作にイデオロギーの相対性という問題を見ることは易しいとしつつ、作中の「特攻精神を嘲笑した日本の戦後の知性には、ニヒリストの運動を媒介せねばならぬ革命というものは遂に理解しえなかったのだ」という一節を引いて、「そこには平俗な戦後社会へのある種の苛立ちと、また氏の心にくすぶっている情念の余燼とが感じられはしないだろうか」と述べている。同時に、中津老人の思想を否定することに戦後の知性は何の困難も必要としないとする一方、「しかし知性によってそう納得することは、必ずしも心情レベルでの納得を意味しない。やがて大家がかつての "死の哲学" に想いを馳せるとき、彼の心はいつしか老人の心とある種の交感を開始する」とし、高橋も大家同様に戦時下の体験と戦後の左翼運動時代を経てきた世代であり、そのいずれも日本的情念によって生きてきた存在であって、「……戦後的な知性をもっていた氏は、その心情的な傾斜を小説表現のうちで極限化せずにはいられないのである」と述べている。
高知聰は、本作を「抹殺されてしかるべき愚作」と酷評している。高知は大家を、「合理化の尖兵として孤島の老人を踏みつぶし、何らの良心の呵責も感じない男」とし、彼の思想の「転向」の意味を掘り下げるなり、突き放して描写するなりすれば意味が生まれるが、どちらにも中途半端で、「実に愚鈍な人間としての大家を、読者の前にさし出しているにすぎない」と述べている。そして、中でも大家と中津の対決の場面については、有名なはずの中津の名前を聞いても思い当たらず、戦時中にもその影響を受けることのなかった大家が、どうして自分の思想の転向を棚に上げ、中津の非転向を責められるのかと疑問を呈し、大家を「純粋な意味での馬鹿」、両者の対決の場面を「悲惨なまでに醜悪滑稽」と批判している。
脇坂充は、戦後に孤島へ隠棲した中津について、「いかにも潔よい堂々とした態度である」「右翼というだけでその思想の質を問わず軽蔑し、嘲笑する風土のなかにあって、このような右翼思想家を「創造」したことは高橋の大きな功績だといってよい。戦後という欺瞞的な時代に対する、高橋和巳の根底的な違和感がこうした人物を作り出したのである」と述べている。一方で、末尾の日記に見られる中津は国家主義思想から退化し、失語症に陥ったに過ぎないように読めるとし、また、中津の発言や著書のどこにも「天皇」が現われないことは奇妙である、と批判している。
また脇坂は大家に関しても、自らの思想の変化・退化をあまり真剣には考えていない風であるとし、中津の著書『人間維新論』を読んで「彼は考えることを怠ってきた。彼は彼自身を追求することを中途で放棄してきた。そしてその怠慢の罪に、いま問われようとしている」という状態になりつつも、すぐに「現在、決して無能ではない企業内エリートとしてのおれの存在が、青春期の自己像と食い違うゆえに間違っているなどという論理はおかしい」と考え、この矛盾するはずの二つの考え方が、葛藤して高められることもなく感傷的に処理されているだけである、と批判している。
湯浅篤志は、「高橋和巳の作品の中で、『散華』ほど、テクストの中の「海」という一つのことばが、異質な他者に向かって開かれている小説はない」とし、高橋の述べた「断絶したものとして論じられがちなものに、何らかのつながりを見いだしたかった」という言葉を念頭に、「『散華』というテクストを読むことは、冒頭部分で大家の見た「海」を、読者が中津の「海」にずらしていく行為にほかならない。それにより、読者の中に「何らかのつながり」は生成されていくのである」としている。
まず湯浅は、冒頭で大家が「繰返し繰返しこみあげてくる嘔吐」に耐えながら漁船で孤島へ向かう場面において、この嘔吐は大家が中津のもとを訪ねるたびに過去の痛みを吐露していく過程を示すと同時に、「漁船が波間に浮沈する」ように、大家の認識が揺らぐことも表している、と分析している。そして、中津の最後の日記が「蒼」という色へのこだわりを見せ、空の色をも思わせるそれが、最後に収斂していった「海」という言葉は、「わたしがなお日本語を覚えているということで日本人の一員にかぞえられるなら、わたしはこの言葉を忘れてもいい」と話していた中津の、「散華の思想」を全うする最後の言葉であると同時に、死を目前に控え、日本語を忘れようとした末に到達した、新しい世界で使われた最初の言葉でもある、としている。また、「海」という言葉は、戦中の論理に固執して孤島に引きこもった中津と、戦後の論理を生き始めた本州を隔てる境界であると同時に、戦後の論理を実践する大家にとって「海」は、電力によって孤島と本州をつなげる際の障壁であり、それを克服することが重大な任務でもあったのだ、と述べている。
伊藤益は、中津は「散華の思想」を公に説くことをやめ、自らの思想に殉じた若者たちの死を悲嘆してはいても、思想自体は保持し続けており、翻すことはしていない、と指摘している。一方、回天特攻隊を除隊して学園に戻り、左翼思想の洗礼を受けて左傾したものの、電力会社への入社後は資本主義体制を支える企業内エリートとなった大家について、「考えることをやめ、過去と現在との思想的矛盾を未整理のまま放置」していると指摘し、思想的な一貫性を維持する中津とは対照的存在であるとしている。そして、「つまるところ、『散華』は、ただ中津のみが責められ、大家がすべてを免責されて弾劾者の立場を堅持しうる根拠をあきらかにしえていない。その意味で、この作品は、発表当時の文壇の高い評価にもかかわらず、作者の思想を十全に汲み尽くした成功作とはいえないように思われる」と評価している。

## 翻案
本作は1964年（昭和39年）7月に、TBS系列の「近鉄金曜劇場」にて、生田直親脚色・大山勝美演出で単発テレビドラマ化された。高橋はドラマの感想文を送った太田代志朗への返信で、次のように感想を述べている。
また、1970年（昭和45年）6月13日には、宮本研脚色・多田利弘演出によるラジオドラマとして、NHK-FM放送より放送された。

## 書誌情報

### 刊行本
- 『散華』（河出書房新社、1967年7月5日）
  - 収録作品：「散華」「貧者の舞い」「あの花この花」「日々の葬祭」「飛翔」「我れ関わり知らず」。装幀：片岡真太郎。
- 文庫版『散華』〈新潮文庫〉（新潮社、1980年1月25日）
  - 収録作品：「散華」「貧者の舞い」「あの花この花」「日々の葬祭」「飛翔」「我れ関わり知らず」。解説：渡辺広士。
- 文庫版『高橋和巳コレクション2 森の王様』〈河出文庫〉（河出書房新社、1996年）
  - 収録作品：「森の王様」「月光」「淋しい男」「老牛」「あの花この花」「革命の化石」「散華」「遥かなる美の国」「散華の世代」「奇妙な終宴」「神よ、我れこの児を殺さむ」「国家」。解説：埴谷雄高「『散華』と《収容所の哲学》」、武田泰淳「視野脱落をおそれた人」、森まゆみ「高橋和巳との出会い」。

### 全集収録
- 『昭和39年版文学選集（29）』（講談社、1964年）
  - 日本文藝家協会編のアンソロジー。高橋の収録作品：「散華」
- 『高橋和巳作品集6 日本の悪霊 暗殺の哲学 散華 他』（河出書房新社、1969年10月10日）
  - 収録作品：「日本の悪霊」「暗殺の哲学」「散華」「散華の世代―往復書簡」
- 『カラー版日本文学全集55 石原慎太郎・深沢七郎・高橋和巳』（河出書房新社、1971年2月27日）
  - 高橋の収録作品：「堕落」「散華」「あの花この花」「日々の葬祭」「飛翔」
- 『現代の文学31 高橋和巳』（講談社、1971年10月18日）
  - 収録作品：「日本の悪霊」「堕落」「散華」
- 『高橋和巳全小説8 堕落・散華』（河出書房新社、1975年4月10日）
  - 収録作品：「堕落」「散華」
- 『高橋和巳全集3 小説3』（河出書房新社、1977年6月15日）
  - 収録作品：「古風」「散華」「飛翔」「我れ関わり知らず」「貧者の舞い」「あの花この花」「日々の葬祭」「不可能な三幕」「詠み人しらず」
- 『新潮現代文学70 高橋和巳』（新潮社、1979年8月15日）
  - 収録作品：「我が心は石にあらず」「散華」「堕落」